# Ерзац
Ерза́ц (нім. Ersatz — замінник) або сурогат — товар-замінник, який зазвичай поступається якістю оригіналу. Термін походить з часів Першої світової війни, коли в Німецькій імперії через недостачу товарів їх стали замінювати іншими. Наприклад,  масло — маргарином, каву — цикорієм, цукор — сахарином.

## Етимологія
Ерзац — німецьке слово, яке означає субститут або замінник.

## Історичний контекст
Термін ерзац, ймовірно, отримав міжнародну увагу в ході Першої світової війни, коли внаслідок військово-морської блокади Німецької імперії було задушено морську торгівлю з Німеччиною, що змусило її розвивати замінники продуктів. Ерзац-продукти, розроблені протягом цього часу включали: синтетичний каучук (виробництво з нафти), бензол для пічного палива (вугільний газ), чай, що складається з листя малини або котячої м'яти, каву, для виготовлення якої використовували смажені жолуді замість кавових бобів. Хоча подібна ситуація також виникла в Третьому Рейху в роки Другої світової війни, цей термін майже вийшов з ужитку в Німеччині.